# Кубическая модель интеллекта
Кубическая модель интеллекта — многофакторная модель структуры интеллекта, которую создал американский психолог Джой Пол Гилфорд. Она постулирует, что основой структуры интеллекта являются независимые факторы, или интеллектуальные способности, каждый из которых может быть описан на основе трех измерений —  операций, содержания и результатов.
Данная модель относится к психометрическим теориям интеллекта и рассматривает наибольшее количество характеристик, являющихся основой индивидуальных различий в сфере интеллекта.

## Теоретическая основа
В своей модели Гилфорд, вслед за Л. Л. Тёрстоуном, отвергает взгляды на наличие общего интеллекта (g-фактора) и специфических способностей, которые являются основой модели Ч. Спирмена, и выделяет в структуре интеллекта независимые, рядоположенные интеллектуальные способности. Он считает, что каждый компонент интеллекта является единственным в своем роде — способностью, которая необходима для выполнения теста или задачи определенного типа.
При создании теории Гилфорд, в отличие от остальных авторов теорий интеллекта, не использует факторный анализ: в основе кубической модели лежит процедура классификации интеллектуальных способностей.

## Описание модели
Для классифицирования интеллектуальных способностей Гилфорд выделяет три основания, которые являются их главными характеристиками: операции, содержание и результат.
Операции представляют собой умения, которые преимущественно привлекаются при решении задач. Они показывают, что именно делает задачу трудной. В их число входит:
- факторы познания (открытие или узнавание);
- память (сохранение того, что было показано);
- конвергентное мышление (поиск одного правильного ответа);
- дивергентное мышление (нахождение нескольких решений, одинаково соответствующих условию задачи);
- оценка (анализ качества, правильности, соответствия или адекватности знаний, воспоминаний и продуктов мышления).

Содержание зависит от вида материала и формой его подачи. Оно может быть представлено как:
- образное;
- символическое (буквы, цифры и другие условные знаки, обычно объединенные в общие системы, такие, как алфавит или числовые системы);
- семантическое (значения слов или мыслей);
- поведенческое (информация, обнаруживаемая при взаимодействии с людьми и используемая при выборе способа реагирования в той или иной ситуации).

Результат — конечный мыслительный продукт, то есть то, к чему приходит человек, решая интеллектуальную задачу. Результат бывает следующих видов:
- элемент;
- класс;
- отношение;
- система;
- преобразование;
- предвидение.

При сочетании этих компонентов интеллектуальной деятельности образуются 120 характеристик интеллекта: 5 видов операций * 4 формы содержания * 6 видов результата. Для наглядности они были представлены Гилфордом в виде куба, отсюда и пошло название модели — кубическая модель структуры интеллекта.
На протяжении разработки теории Гилфордом было выделено от 150 (в самом начале) до 105 (в конце). Количество факторов зависело в том числе и от существующих и появляющихся разработок в психологии (Гилфорд добавил поведенческое содержание для описания способности, схожей с социальным интеллектом).

## Вклад модели

### Теоретическая значимость
Кубическая модель структуры интеллекта показала, что многообразие интеллектуальных характеристик поддается систематизации, что в дальнейшем привело к созданию иерархических моделей интеллекта.
Выделенние в модели дивергентного мышления дало старт исследованиям креативности.

### Практическая значимость
Данная структура интеллекта рассматривалась Гилфордом как структура выполнения разных типов действий на основании различных видов информации, поэтому созданные для большинства интеллектуальных способностей тесты используются и сегодня (например, в образовании) для анализа специфичных способностей в той или иной деятельности.

## Критика
В качестве основных линий критики можно выделить:
- отсутствие использования факторного анализа и основанного на нем эмпирического подтверждения модели;
- игнорирование наличия корреляционных связей между выделяемыми факторами;
- трудность применения данной модели для изучения интеллекта из-за большого количества выделяемых факторов.

## Примечание
1. ↑  Егорова М. С. Психология индивидуальных различий. — Планета детей Москва, 1997. — 328 с.
2. 1 2  Guilford J.P. Three faces of intellect // American Psychologist. 1959. № 14.
3. ↑  Купер К.  Индивидуальные различия. М.: Аспект Пресс. 2000